# 竹禅
竹禅（ちくぜん、1825年 - 1901年）は、中国の清末の臨済宗の禅僧。号は熹公。俗姓は王。忠州直隷州梁山県の出身。

## 略歴
1825年（道光5年）、忠州直隷州梁山県で生まれる。14歳で報国寺にて出家得度。その後、双桂堂で具足戒を受ける。一生竹と書画が好きなので、「竹禅」と名づけました。
その後、竹禅は女性と愛し合って、官府に逮捕されました。成都将軍崇実は竹禅の才能を大切て、梁山県を離れました。竹禅は成都府近くの宝光寺と竜蔵寺に隠れました。一年後、竹禅は寺院を離れ、京師の寺院を訪れ、山西省・直隷省にしばらく滞在した。故郷に帰ってからも、竹禅は報国寺に住んでいます。1869年（同治8年）、竹禅は船で長江から松江府に行き、その後名山大川を遍歴し、直隷省無量庵、池州府九華山化城寺、松江府龍華寺、寧波府普陀山白華庵、杭州府霊隠寺、寧波府天童寺に滞在した。その中で普陀山と松江府では一番長い滞在期間で、前後30年近くです。
1899年（光緒25年）春、双桂堂は松江府福田庵に人を派遣して竹禅をお寺に迎えに行きました。1900年（光緒26年）夏、竹禅は松江府から出発し、漢陽府帰元寺で休憩後、双桂堂に帰りました。この年の冬月初一、竹禅は双桂堂の方丈に栄進した。同年隆冬（1901年初）、双桂堂方丈室にて示寂。世寿77歳。

## 著作
- 『画家三昧』